# Купира (Пернамбуку)
Купира (порт. Cupira) — муниципалитет в Бразилии, входит в штат Пернамбуку. Составная часть мезорегиона Сельскохозяйственный район штата Пернамбуку. Входит в экономико-статистический микрорегион Брежу-Пернамбукану. Население составляет 22 075 человек на 2007 год. Занимает площадь 106 км². Плотность населения — 128 чел./км².
Праздник города — 29 декабря.

## История
Город основан в 1900 году.

## Статистика
- Валовой внутренний продукт на 2005 год составляет 59 836 000 реалов (данные: Бразильский институт географии и статистики).
- Валовой внутренний продукт на душу населения на 2005 год составляет 2647 реалов (данные: Бразильский институт географии и статистики).
- Индекс развития человеческого потенциала на 2000 год составляет 0,606 (данные: Программа развития ООН).